# Muraille musulmane de Madrid
La muraille musulmane de Madrid, ou muraille arabe de Madrid, sont les ruines d'une muraille omeyyade du IXe siècle et qui est à l'origine de la ville de Madrid et est le plus ancien édifice connu de la ville. La muraille fait partie d'une forteresse construite sur un promontoire qui borde le Manzanares. Autour de la forteresse se construit rapidement le noyau urbain de Madrid. la muraille a été déclaré Monument Historique-Artistique en 1954.
Les restes d'importance archéologique et artistique majeure se trouvent dans la cuesta de la Vega, avec la crypte de la cathédrale de l'Almudena. Ils sont intégrés au parc de Mohamed I, appelé ainsi en référence à Mohammed I de Cordoue considéré comme le fondateur de la ville.
Au 83 de la calle Mayor au niveau du viaduc qui ouvre la rue de Ségovie, se trouvent les ruines de la tour Narigües, qui fut probablement une tour albarrana, espacée de la muraille proprement dite avec laquelle elle était reliée par un mur. Elle servait de mirador.
Durant le XXe siècle  une partie des ruines ont été détruites. Les liens existants à hauteur 12 rue de Bailén furent détruits par la construction d'une résidence, bien que quelques murs soient intégrés à la structure du bâtiment dans sa partie inférieure. La rénovation de la place d'Orient, terminée en 1996, a permis la découverte puis la destruction de nombreux restes. Au contraire, le cas du mirador « tour des Os » dont la base est visible dans le parking souterrain de cette place.
Entre 1999 et 2000, un autre tronçon de 70 m de long a été mis au jour, sous la place de la Armería, formée par les façades principales du Palais Royal et de la cathédrale de l'Almudena. Il a été fouillé des travaux de construction du musée des collections Royales et pourrait correspondre à la porte de la Sacrée, un des accès de la fortification.

## Contexte historique

### Les fortifications d'al-Andalus

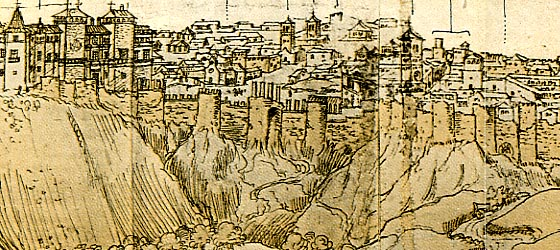
Détail du dessin d'Anton Van der Wyngaerde en 1562, où l'on voit la muraille musulmane de Madrid, depuis l'alcazar (disparu), à la gauche, jusqu'à la porte de la Vega, à droite.

La muraille a de multiples fonctions. Les villes arabes ont un noyau principal, la médina, où se trouvaient, entre autres bâtiments, la mosquée principale et le hammam. Elle est entourée par une muraille, qui donne des fonctions défensives, symboliques et administratives à l'espace protégé. Madrid est construite sur ce modèle. La muraille protège la zone fondamentale de la ville, à la fois contre les agressions extérieures mais aussi contre les soulèvements intérieurs provenant souvent des faubourgs (vraisemblablement entourés de murailles eux aussi). Les murs définissent des espaces différents qui communiquent grâce à des portes - trois à Madrid - qui peuvent servir de lieu de contrôle de l'impôt.
La ville était divisée entre la médina, ou centre de la vie religieuse et commercial, et faubourgs les « populeux quartiers hors les murs ». La muraille conditionnait l'urbanisme à travers ses portes et son tracé: ses portes déterminaient les rues principales et donc l'affluence, et son tracé déterminait les quartiers construits alentour.
La construction de cette muraille est directement liée à la fondation de Madrid. Elle fut ordonnée par l'émir cordouan Mohamed I (852-886), entre 860 et 880, selon un texte d'Al-Himyari. Le lieu a été choisi dans une plaine alluviale cultivable et dotée de réserves d'eau faciles d'accès. Elle défendait la almudaina ou citadelle musulmane de Mayrit (premier nom de la ville), construite sur le site contemporain du Palais Royal.
D'après les chroniques musulmanes, la facture et les matériaux de la muraille était de grande qualité. L'historien Jerónimo de Quintana fait écho à ces chroniques dans un texte du XVIIe siècle : « Très solide, construite de chaux et de galets, de briques, grosse de 12 pieds [~3mètres] de large, avec des grands cubes, des tours, des barbacanes et des fossés ».
L'ensemble fortifié avait comme mission surveiller le chemin fluvial du Manzanares, que communiquait les pas de la Sierra de Guadarrama avec Tolède, menacé par les incursions des royaumes chrétiens du nord péninsulaire. Elle tenait aussi bien du ribat ou communauté que du religieux et militaire.
L'enceinte fortifiée de Mayrit était intégré dans un complexe système défensif, qui s'étendait sur différents points de la Communauté de Madrid. Entre autres, on peut citer celui de Talamanca de Jarama, celui de Qal'-at'-Abd-Au-Salam (Alcalá de Henares) et celui de Qal'-at-Jalifa (Villaviciosa d'Odón). Cependant, Mayrit est à cette époque l'un des nombreux petits noyaux urbains qui existaient et il est donc difficile de trouver des références spécifiques à la ville dans ces chroniques.
Au Xe siècle, le calife de Cordoue Abd al-Rahman III ordonna de renforcer la muraille, après qu'elle eut été mise en danger, par exemple lors de l'avancée chrétienne du roi Ramire II de León en 932. Dans l'an 977, Al-Mansour choisit la forteresse de Mayrit comme point d'origine de sa campagne militaire.
Avec la conquête chrétienne de Mayrit au XIe siècle, l'enceinte primitive fut élargie pour protéger une surface plus importante. Ces ouvrages sont connus sous le nom de muraille chrétienne de Madrid. Le noyau madrilène ne perdit jamais sa fonction défensive.
L'image de Sainte Marie la Royale de l'Almudena (anciennement Sainte Marie la Majeure) fut retrouvée en 1085 lors de la conquête de la ville par Alphonse VI, trois siècles après que les chrétiens cachent des conquérants musulmans. Elle était cachée dans une brique de la muraille, proche de la porte de la Vega. Elle fut placée dans l'ancienne Mosquée, pour son culte et dévotion par la Cour et le village de Madrid.

## Caractéristiques

### Données générales

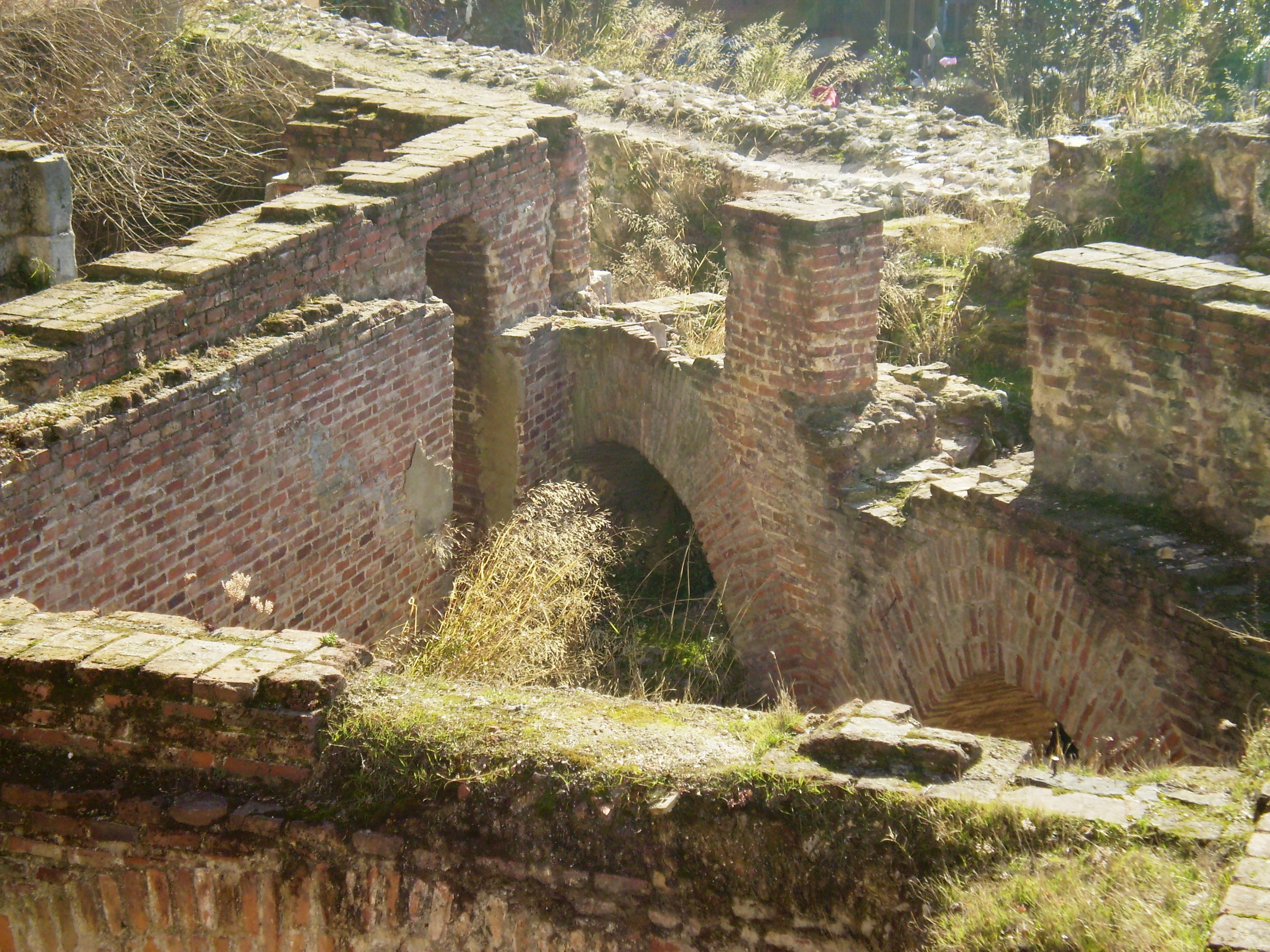
Une autre vue des vestiges du parc de Mohamed I.

La muraille musulmane de Madrid protégeait un ensemble fortifié, où se trouvaient trois bâtiments principaux: l'alcazar, la mosquée et la maison de l'émir ou gouverneur.
La muraille partait directement de l'alcazar, depuis sa partie méridionale, laissant les autres trois côtés du bâtiment à découvert, puisque le terrain abrupt rendaient une telle fortification peu utiles. Vers l'ouest, les escarpes situés sur la rive de la rivière Manzanares constituaient une défense naturelle de l'alcazar; de même que les ravins de l'Arenal, vers le nord et vers l'est.
Sa longueur totale était d'environ 980 mètres et enserrait une surface d'environ quatre hectares. Il avait un fossé extérieur sur le seul tronçon oriental, le seul où le terrain se trouvait à hauteur (voire au dessus) de la muraille.
Autour de la muraille, existaient différentes tours de guet indépendantes, la seule dont on soit sûr de l'origine est la tour des Os d'après sa proximité avec un cimetière. Elle a été bâtie dans le XIe siècle  avant de la conquête de Madrid par le roi Alphonse VI de Castille qui l'intégrée à la muraille chrétienne comme tour albarrana.
En dehors de l'enceinte fortifiée, ils existaient différents terrains publics consacrés au loisir et aux jeux équestres (almusara) ainsi qu'un quartier arabe ou medina et un quartier chrétien ou mozarabe.